# Государственный строй Ватикана
Ватикан — абсолютная теократическая монархия, управляемая Святым Престолом. Сувереном Святого Престола, в руках которого сосредоточены абсолютная законодательная, исполнительная и судебная власть, является папа римский, избирающийся кардиналами на пожизненный срок. После смерти Папы и во время конклавa вплоть до инаугурации нового Папы его обязанности исполняет камерленго.
Святой Престол в международном публичном праве является суверенным субъектом в статусе persona sui generis. Святой Престол также владеет собственной вспомогательной суверенной территорией, городом-государством Ватикан, которая управляется от имени римского понтифика губернатором (называется председателем комиссии понтифика в Ватикане). Эту должность всегда занимает кардинал Римской курии, назначаемый папой.
Суверенитет Ватикана, подтверждённый в Латеранских соглашениях 1929 с королевством Италия, проистекает от постоянного светского суверенитета Святого Престола, который насчитывает около полутора тысяч лет (установлен папой Григорием Великим в 601), являясь древнейшей суверенной единицей из существующих ныне в мире.
Суверенитет Святого Престола признан в международном праве как самостоятельный и совершенно не зависящий от наличия суверенной территории (persona sui generis). Все дипломатические отношения устанавливаются не с городом-государством Ватикан, а со Святым Престолом. Дипломатические миссии иностранных государств аккредитуются при Святом Престоле. Дипломатические миссии Святого Престола называются апостольскими нунциатурами и возглавляются апостольскими нунциями (статус чрезвычайного и полномочного посла) или апостольскими пронунциями (статус чрезвычайного посланника и полномочного министра). Святой Престол является постоянным наблюдателем при ООН.
Святой Престол — теократическая выборная монархия, возглавляемая римским понтификом
(папой римским), избираемым конклавом (коллегией кардиналов) пожизненно. Римский понтифик имеет три нераздельные функции:
- Как светский суверен в статусе монарха (с квалификацией суверенного князя);
- Как римский епископ, он является главой католической церкви и её высшим правящим иерархом;
- Как суверен города-государства Ватикан (вспомогательной территории в статусе суверенного княжества).

Правительством Святого Престола является Римская курия, которая состоит из государственного секретариата (разделённого на две секции — общих дел и иностранных дел), комиссий и конгрегаций.